# Ignasi Vidal i Bennàsar
Ignasi Vidal i Bennàsar (Palma, Mallorca, segle XIX - 8 de gener de 1907) fou un polític mallorquí. Participà activament en la revolució de 1868 i fou membre de la Junta Revolucionària a les Illes Balears. El 1869, juntament amb Guillem Miró Piquer, Vicenç Móra Capellà, Joaquim Quetglas Bauzà, Miquel Quetglas i Bauzà i Antoni Villalonga Pérez, va fundar la secció mallorquina del Partit Republicà Democràtic Federal, amb el qual fou nomenat alcalde segon de Palma de 1869 a 1873 i diputat a Corts pel districte de Palma a les eleccions generals espanyoles d'abril de 1872.
Després de la restauració borbònica intentà refer el Partit Federal amb Antoni Villalonga Pérez, però finalment fou convençut per Nicolás Salmerón i acabà el 1896-1899 com a cap a les Illes Balears del Partit Republicà Centralista.